# Dan Onaca
Dan Onaca (n. 29 iulie 1932, d. 2006) a fost un opozant al regimului comunist.
Dan Onaca s-a născut la 29 iulie 1932 în comuna Aleșd, Bihor, județul Bihor. A urmat cursurile Liceului Emanuil Gojdu din Oradea înscriindu-se apoi la Facultatea de Filozofie, Secția de Ziaristică a Universității din București. Participând, când era student în anul IV, la organizarea mișcărilor revendicative ale studenților din București în 1956 (vezi Mișcările studențești din București din 1956) a fost arestat la 7 noiembrie 1956. După anchetarea sa de către Căpitanul Gheorghe Perlea, căpitanul Nicolae Comănescu, locotenentul major Mihai Necula, locotenentul major Constantin Iacob și locotenentul Eugen Lazăr, Onaca fost judecat în lotul "Derdena" fiind condamnat prin sentința 302 din 27 februarie 1957 a Tribunalului Militar București la 5 ani închisoare corecțională pentru crima de uneltire contra ordinii sociale.
A fost eliberat, după expirarea pedepsei, la 7 noiembrie 1961, după care a lucrat ca șofer pe mijloace de transport în comun din București. În 1967 obține aprobarea să-și continue studiile superioare la fără frecvență. 
Lucrează întâi ca profesor suplinitor într-o localitate bihoreană, apoi ca pedagog la școala generală Nr. 7 din Oradea. Condițiile proaste de lucru îl determină să renunțe la cariera didactică și lucrează ca instructor auto la ACR-Oradea.
Se stinge din viața în anul 2006. 